# Контакты Windows
Контакты Windows (англ. Windows Contacts) —  менеджер контактов,  включённый в состав Windows Vista, Windows 7 и Windows 8,Windows 10. Он пришёл на смену адресной книги Windows, но сохранил большую часть функциональности и работает с Windows Mail.
В Windows Contacts используется новый формат на основе схемы  XML. Для хранения пользовательской информации, контактов и фотографий используется файл individual.contact. Windows Contacts имеет интерфейс программирования приложений (API) для интеграции с другими приложениями и для хранения пользовательской информации. Windows Contacts умеет работать с форматами .wab и стандартным форматом .vcf (визитная карточка), также поддерживается формат .csv.

## Особенности
- Windows Contacts реализован в виде специальной папки в Windows Vista и Windows 7. Контакты могут быть сохранены в папках и группах.
- Возможно сохранение в форматы VCF, CSV, WAB и LDIF.
- Возможно экспортирование в визитную карточку 2.1 и формат CSV. Пользователи могут отправить визитную карточку кому-нибудь.
- Возможна печать контактов в форматы Memo, Business Card и Phone List.
- Контакты хранятся в файле «individual.contact», в папке «Контакты».
- Windows Live People, менеджер контактов для Windows Live Messenger и Windows Live Mail, может хранить свою информацию в папке «Контакты», если опция для его шифрования снята в Windows Live Messenger.[1] Если контакты в Messenger обновляются, они также будут обновлены и в Windows Contacts. Однако эта функция работает только до Windows Live Messenger 8.5. Синхронизация с Windows Contacts не поддерживается в Windows Live Messenger 9.0.
- Windows Contacts предоставляет собой интерфейс программирования приложений (сокр. ИПП) для создания новых контактов, чтения и записи в существующий контакт, добавляя метки в виде URI, ещё ИПП используется для синхронизации устройств с Windows Contacts.[2][3]

## Ошибка экспорта Outlook Express
Существует известная проблема при экспорте файлов адресной книги Windows (*.wab) на другой компьютер. Если у пользователя контакты организованы в папки, эта структура папок не будет сохранена при импорте файла WAB. Однако все контакты будут сохранены, в результате чего некоторым пользователям придется вручную восстанавливать папки и перемещать адреса на свои места.
Решение для версий Windows, все ещё использующих файлы WAB в качестве адресной книги, заключается в копировании, а не экспорте-импорте файлов WAB в нужное место. Это часто сохраняет структуру папок. В Windows Live Mail это не работает, поскольку WLM не использует WAB.